# Les Corones
Les Corones és una muntanya de 464 metres que es troba al municipi de Montcada i Reixac, a la comarca del Vallès Occidental, tot just al nord del Pi Candeler. Al cim hi ha les restes del poblat ibèric de les Maleses.